# Bulbophyllum giriwoense
Bulbophyllum giriwoense är en orkidéart som beskrevs av Johannes Jacobus Smith. Bulbophyllum giriwoense ingår i släktet Bulbophyllum och familjen orkidéer. Inga underarter finns listade i Catalogue of Life.